# 原川力
原川力（1993年8月18日—），日本足球運動員，司職中場，現效力日職球隊大阪櫻花，日本國家足球隊成員。

## 俱樂部生涯
原川力的足球生涯从中学时代的山口利昂队（现山口雷法）青少年梯队开始。
2008年，初中3年级的原川力作为主力选手参加了高元宫杯第20届全日本青年（U15）足球选手权大会，并带领球队进入大会的四强。同年9月，原川力与同初中同年级的同学久保裕也一同代表山口县参加了第63届国民体育大会。
2009年，原川力从山口市立鸿南中学校毕业后，与久保裕也一同加入了京都不死鸟U18梯队。
2011年，原川力作为京都不死鸟U18梯队的队员开始随同京都不死鸟一线队训练。
2012年，原川力由京都不死鸟U18梯队正式升入京都不死鸟一线队。7月22日，在日乙联赛第25轮京都不死鸟对阵爱媛FC的比赛中，原川力替补出场，完成了自己在职业联赛赛场的首秀。
2014年1月，原川力被租借至爱媛FC。12月，原川力由爱媛回归至京都不死鸟。
2015年12月24日，原川力由京都不死鸟转会至川崎前锋。2016年，因川崎前锋中场同位置的竞争激烈，导致原川力在整个2016赛季中出场机会较少。
2017年，原川力由川崎前锋租借至鸟栖砂岩。2月25日，在日职联赛开幕战鸟栖砂岩主场对阵柏雷素尔的比赛中，原川力打入一记任意球。3月11日，在联赛第3轮鸟栖砂岩主场对阵广岛三箭的比赛中，原川力再度打进一粒任意球，连续两个主场取得任意球破门。在2017赛季中，原川力在联赛打入7粒进球，贡献3次助攻，成为队内的联赛射手王。12月9日，原川力由川崎前锋正式转会至鸟栖砂岩。
2018年5月6日，在联赛第13轮鸟栖砂岩对阵清水心跳的比赛中，原川力在比赛第11分钟打入1粒点球，帮助鸟栖砂岩3-1击败清水心跳。11月4日，在联赛第31轮鸟栖砂岩主场对阵保级对手长崎成功丸的比赛中，原川力在比赛第60分钟头球补射破门，帮助鸟栖砂岩1-0战胜长崎成功丸，帮助鸟栖砂岩取得了保级重要的3分。

## 國家隊生涯
U-23亚洲杯暨里约奥运会预选赛亚洲区首场半决赛中日本国奥对伊拉克国奥。双方90分钟内战成1-1，就在加时赛即将到来的时候，原川力送出绝杀，日本国奥2-1战胜伊拉克国奥进入本届亚洲杯决赛，成为亚洲首支进入里约奥运会正赛的球队。

## 外部連結
- 原川力 – FIFA國際賽競賽紀錄 (存檔) （英文）
- 日本職業足球聯賽中的原川力 （日語）
- 川崎フロンターレによる公式プロフィール
- 原川力的X（前Twitter）